# Poecilanthrax mexicanus
Poecilanthrax mexicanus är en tvåvingeart som beskrevs av Joseph Hannum Painter 1969. Poecilanthrax mexicanus ingår i släktet Poecilanthrax och familjen svävflugor. Inga underarter finns listade i Catalogue of Life.